# Une Nuit Au Bordel
Une Nuit Au Bordel (svenska: En natt på bordellen) är en fransk erotikfilm från 2003.

## Handling
Bordellmamman Melanie driver sin lyxbordell med järnhand när polisen kommer förbi och gör en razzia och hotar med att stänga verksamheten. Melanie och hennes flickor gör då allt för att polisen på bättre tankar. 